# Bunu jezici
Bunu jezici, jedna od pet jezičnih podskupina skupine mjao (hmong), porodica mjao-jao (hmong-mien), koji se govore u kineskoj autonomnoj regiji Guangxi Zhuang i provinciji Hunan. 
Obuhvaća četiri različita bunu jezika, to su, viz.: younuo bunu ili pu no [buh] s 9.720 govornika (McConnell 1995); jiongnai bunu [pnu] s 1.080 govornika (1999 M. Zongwu); wunai bunu [bwn] 18,400 (McConnell 1995); i bu-nao bunu ili bunao [bwx], 258.000 (McConnell 1995).

## Vanjske poveznice
- Ethnologue (14th)
- Ethnologue (15th)